# Austrogymnocnemia arcuata
Austrogymnocnemia arcuata is een insect uit de familie van de mierenleeuwen (Myrmeleontidae), die tot de orde netvleugeligen (Neuroptera) behoort. 
Austrogymnocnemia arcuata is voor het eerst wetenschappelijk beschreven door New in 1985.